# جوائز الأخبار الزائفة
أنشأ الرئيس الأمريكي دونالد ترامب جوائز الأخبار الزائفة كي يلقي الضوء على الوكالات الإخبارية التي قال إنها مسؤولة عن إساءة تمثيله و/أو تقديم تقارير كاذبة قبل وخلال فترة رئاسته. أعلن منشور على مدونة موقع الحزب الجمهوري عن الفائزين في 17 يناير، عام 2018. تضمن الإعلان عن الفائزين تقارير تتراوح بين تعليقات الصحفيين على وسائل التواصل الاجتماعي وتقارير إخبارية تطلب تصحيحها لاحقًا.

## إنشاءها
اقترح الرئيس ترامب في البداية جائزة- كان اسمها في حينها «جائزة الأخبار الزائفة»- في تغريدة له في نوفمبر عام 2017.
دونالد ترامب عبر تويتر:

يجب أن يكون لدينا مسابقة لأي من الشبكات، إضافة إلى سي إن إن ولا تشمل فوكس، هي الأكثر كذبًا، وفسادًا و/أو تضليلًا في تغطيتها السياسية لرئيسكم المفضل (أنا). جميعهم سيئون. يفوزون بجائزة الأخبار الزائفة! 27 نوفمبر، 2017
لم يكن واضحًا في ذلك الحين فيما إذا كان ينوي بالفعل إنشاء الجائزة. أرسلت حملة إعادة انتخاب ترامب رسائل بريدية لمؤيديه تحوي رابطًا إلى استطلاع رأي عبر الإنترنت يسألهم أن يصنفوا ثلاث قصص على أنها أخبار «مزيفة» و«أكثر تزييفًا» و«الأكثر تزييفًا» في أواخر شهر ديسمبر. ذكر ترامب بعدها الجوائز في تغريدة له بتاريخ 2 يناير، 2018. أطلق عليها اسم «جوائز الإعلام الأكثر فسادًا وتضليلًا للعام»، وكتب أنه سيمنحها عن «عدم الأمانة ونقل التقارير السيئة في المواضيع المختلفة» في ذلك الوقت. كان من المقرر تسليم الجوائز بتاريخ 8 يناير، 2018 في الساعة 5:00 مساءً بتوقيت وسط أمريكا. غير ترامب التاريخ إلى 17 يناير، مشيرًا إلى الاهتمام المتزايد بالجائزة في تغريدة نشرها في 7 يناير.
قام العديد من مضيفي البرامج الحوارية المسائية، بمن فيهم سامانثا بي وجيمي كيميل، بحملة ساخرة للحصول على جائزة. عرض برنامج ذا ليت شو مع ستيفن كولبيرت لوحة إعلانات تسخر من ذلك في ميدان التايمز بمدينة نيويورك، مع تصنيفات تشمل «الأقل برايتبارتية» و «التزييف الأكثر فسادًا»، واشترى برنامج ذا ديلي شو ومقدمه تريفور نوا صفحة إعلانات كاملة في صحيفة نيويورك تايمز. عرض برنامج ذا تونايت شو، بطولة جيمي فالون مشهدًا هزليًا يسخر من جوائز الأخبار الكاذبة في 16 يناير.

## الجوائز
كانت العشرة قصص الإخبارية الحائزة على الجوائز من السي إن إن (أربع مرات)، ونيويورك تايمز (مرتين)، وواشنطن بوست، وإي بي سي نيوز، نيوز ويك والتايم. منحت جائزة حادية عشر إلى التقارير المقدمة حول التدخل الروسي في الانتخابات الأمريكية عام 2016 والتي أطلق عليها عمومًا «ربما أكبر خديعة ارتكبت بحق الشعب الأمريكي».
وصف ناقدو وسائل الإعلام الإعلان الأولي عن الفائزين بأنه إخفاق، لأن موقع الحزب الجمهوري كان يعاني من بعض الصعوبات التقنية وعرض الخطأ 404، إضافة إلى ملاحظة تقول «سنجعلها عظيمة مجددًا». في النهاية تم عرض رابط إلى منشور مدونة فعال.
|    | الصحفي                                            | المؤسسة        | القصة | ملاحظات |
| 1  | بول كروغمان                                       | نيويورك تايمز  | مقال رأي قصير كتبه الصحفي في النيويورك تايمز، وتكهن من خلاله فيما إذا كانت الأسواق ستسترد انتعاشها من رئاسة ترامب، و«الإجابة المباشرة هي مطلقًا» | غير كروغمان الادعاء بعد ثلاثة أيام وكتب أن عجز الميزانية في عهد ترامب قد يعزز الاقتصاد في الواقع. |
| 2  | بريان روس                                         | إيه بي سي نيوز | تقرير فاشل عن مستشار الأمن القومي السابق مايكل فلين.                                                                                            | صححت إيه بي سي الخطأ بعد التنويه إليه، ثم أوقفت روس عن العمل لمدة أربعة أسابيع وأعادت تعيينه. رُبط التقرير بانخفاض مؤقت في مؤشر داو جونز بمقدار 350 نقطة. |
| 3  | مانو راجو، جيريمي هيرب                            | سي إن إن       | تقرير يزعم أن حملة ترامب تمكنت من الحصول على وثائق ويكيليكس المخترقة قبل نشرها.                                                                 | سرعان ما اكتشفت واشنطن بوست وول ستريت جورنال وإن بي سي نيوز الخطأ واستدركته السي إن إن. |
| 4  | زيك ميلر                                          | تايم           | تغريدة تزعم إزالة التمثال النصفي لمارتن لوثر كينغ جونيور من المكتب البيضاوي.                                                                    | صدر التصحيح بعد 40 دقيقة. وقدمت التايم اعتذارًا. |
| 5  | ديفيد ويغل                                        | واشنطن بوست    | تغريدة تحوي صورة مضللة تشير إلى أن مكان الحشد المنظم من أجل ترامب في بينساكولا لم يكن «ممتلئًا بالكامل»                                          | التُقطت الصورة حين كان الجمهور لا يزال يدخل الساحة. حُذفت بعد 20 دقيقة. وأصدر المراسل اعتذارًا. |
| 6  | فيرونيكا روشا                                     | سي إن إن       | نشرت شبكة السي إن إن مقطع فيديو يوحي بأن ترامب يفرط باستهتار في إطعام الأسماك في أحواض كوي خلال اجتماع مع رئيس الوزراء الياباني شينزو آبي.      | أظهر مقطع كامل للفيديو ذاته أن ترامب كان يقلد ما فعله آبي. وفي الواقع، أظهر التقرير المصاحب للفيديو تصرفات ترامب بشكل إيجابي. |
| 7  | توماس فرانك                                       | سي إن إن       | تقرير يزعم أن مدير الاتصالات في البيت الأبيض آنذاك، أنتوني سكاراموتشي، كانت لديه صلات مع روسيا.                                                 | سُحب التقرير في وقت لاحق. واستقال ثلاثة موظفين من طاقم السي إن إن، وهم توماس فرانك المرشح لجائزة بوليتزر؛ ومساعد مدير التحرير إريك ليتشبلو (الذي انضم إليها مؤخرًا من صحيفة نيويورك تايمز وهو فائز بجائزة بوليتزر)؛ وليكس هاريس، المحرر التنفيذي المسؤول عن التحقيقات.      |
| 8  | كريس ريوتا                                        | نيوزويك        | مقال يزعم أن السيدة الأولى البولندية أغاتا كورنهاوزر دودا لم تصافح ترامب.                                                                       | صدر التصحيح بعد ثلاث ساعات من نشره. |
| 9  | غلوريا بورغر، إريك ليتشبلو، جيك تابر، براين روكوس | سي إن إن       | تقرير ذكر أن مدير مكتب التحقيقات الفيدرالي السابق جيمس كومي شكك بادعاء ترامب حين قيل له إنه غير خاضع للتحقيق.                                   | صححت سي إن إن القصة لاحقًا. |
| 10 | ليزا فريدمان                                      | نيويورك تايمز  | تقرير ذكر أن العلماء كانوا يخشون من تخطيط إدارة ترامب بعدم نشر دراسة عن تغير المناخ.                                                            | كانت الدراسة في الحقيقة متاحة للجمهور منذ سبعة أشهر. وذكرت صحيفة نيويورك تايمز في استدراكها للأمر أن التقرير «رُفع إلى مكتبة رقمية غير ربحية على الإنترنت في يناير ولكنه لم يلق اهتمامًا يُذكر حتى نشرها للتقرير»، مع أن دورية الواشنطن بوست قدمت تقريرًا سابقًا عن الدراسة.   |
| 11 | عدة صحفيين                                        | عدة صحفيين     | ادعاءات بأن حملة ترامب «تواطأت» مع روسيا. | لم يكن تحقيق المستشار الخاص في التدخل الروسي بالانتخابات الأمريكية لعام 2016 قد انتهى في ذلك الوقت ولم يحقق مطلقًا بادعاء «التواطؤ» ولكنه بحث في تهم «التآمر». و«لم يثبت أبدًا أن أعضاء حملة ترامب قد تآمروا مع الحكومة الروسية أو نسقوا معها في أنشطة التدخل بالانتخابات». |

كانت القصص الثلاث الواردة في الاستطلاع عبر الإنترنت والتي عُرضت سابقًا على مؤيدي ترامب هي تقرير إيه بي سي عن مايكل فلين، وتقرير السي إن إن عن حصول ترامب على وثائق ويكيليكس، وتقرير زيكي ميلر الخاطئ عن التمثال النصفي لمارتن لوثر كينغ جونيور.

## ردود الفعل
كان رد الفعل على «الجوائز» قويًا من عدة مصادر. فقد رأى أنصار ترامب «الجوائز» على أنها أسلوب مازح يسلط الضوء على التحيز الإعلامي ضد الرئيس، في حين نظر إليها النقاد على أنها محاولة لتقويض حرية الصحافة.
ووجه بعض المعلقين الإعلاميين تهنئةً إلى «الفائزين»، وسخر آخرون من الجوائز على موقع تويتر. وأعربت ذا ديلي بيست وبازفيد نيوز والديلي نيوز، باستهزاء، عن خيبة الأمل لعدم الفوز بأي جائزة. وقال الصحفي كريس ريوتا مازحًا: إنه يشعر «بالفخر والتواضع» لترشيح اسمه ضمن الجوائز.